# Iordăcheanu, Prahova
Iordăcheanu este satul de reședință al comunei cu același nume din județul Prahova, Muntenia, România.
Așezarea este atestată documentar în 1641.